# Anartioschiza leopoldi
Anartioschiza leopoldi är en skalbaggsart som beskrevs av Louis Burgeon 1946. Anartioschiza leopoldi ingår i släktet Anartioschiza och familjen Melolonthidae. Inga underarter finns listade i Catalogue of Life.